# Chrysta Bell
Chrysta Bell, all'anagrafe Chrysta Bell Zucht (San Antonio, 20 aprile 1978), è una cantautrice, modella e attrice statunitense. Dopo l'incontro con David Lynch nel 1999, ha aggiunto alla carriera da modella un percorso da cantautrice e attrice..

## Biografia
La cantante è nata e cresciuta a San Antonio in Texas. La madre era una cantante professionista e il patrigno un produttore musicale per cui, fin da piccola, fu attratta dal canto. Già da ragazzina lavorò sia come attrice che come cantante in alcuni spot pubblicitari per TV locali ed ebbe un primo tentativo di approccio al cinema recitando un piccolo ruolo in C'era una volta in Cina e in America. Alla fine degli anni Novanta, si trasferì ad Austin dove partecipò a un provino per diventare la cantante del gruppo 8½ Souvenirs, il cui genere si ispirava a Django Reinhardt e al gipsy jazz.. Malgrado gli altri membri del gruppo avessero delle perplessità per la sua inesperienza nel mondo del Jazz, il manager Jack Hazzard non aveva dubbi che la sua incredibile presenza scenica e la sua cadenza da mezzo soprano avrebbero dettato la linea della band per gli anni futuri.. La cantante inciderà due album con gli 8½ Souvenirs e parteciperà alla prestigiosa trasmissione Austin City Limits.
Nel 1999 incontrò l'agente Brian Loucks che le propose di cantare dei pezzi scritti dal regista David Lynch. Fu così che fu invitata negli studi di registrazione dove provarono un paio di brani. Il famoso regista rimase talmente impressionato dalla voce della cantante da dichiarare «La prima volta che l’ho vista esibirsi ho pensato che fosse un’aliena. La più bella aliena di sempre». Il progetto ebbe numerose interruzioni a causa della carriera del regista fino a quando, nel 2006, il brano Polish Poem fu incluso nella colonna sonora del film Inland Empire - L'impero della mente.
Diventata apertamente la sua musa ufficiale, nel 2011 i due pubblicarono un album insieme dal titolo This Train per l'etichetta indipendente La Rose Noire Records. Cinque anni più tardi registrarono l'EP Somewhere In The Nowhere per l'etichetta Meta Hari Records.
Il connubio continuò quando il regista la volle come attrice per interpretare l'agente speciale Tamara Preston in Twin Peaks del 2017.
Nel 2017 ha pubblicato per l'etichetta Meta Hari Records il suo primo album solista We Dissolve a cui hanno fatto seguito nel 2019 Feels Like Love e nel 2022 Midnight Star.
Nel 2021 ha lavorato a un album di cover dei The Cure. Il progetto è frutto di una collaborazione con Marc Collin (già leader dei Nouvelle Vague) denominata Strange as Angels.
Il 5 giugno 2024 il regista David Lynch attraverso il cuo canale YouTube annuncia ufficialmente la nuova collaborazione con l'artista per l'uscita di un nuovo album intitolato Cellophane Memories.

### Vita personale
La cantante è proprietaria di un cimitero privato a La Vernia in Texas, ereditato dalla famiglia..

## Discografia

### Album
- 2009 - Bitter Pills & Delicacies
- 2011 - This Train (con David Lynch)
- 2017 - We Dissolve
- 2019 - Feels Like Love
- 2021 - Strange as Angels (con Marc Collin)
- 2022 - Midnight Star
- 2024 - Cellophane Memories (con David Lynch)

### EP
- 2016 - Somewhere in the Nowhere (con David Lynch)
- 2018 - Chrysta Bell

### Singoli
- 2013 - Friday Night Fly
- 2014 - All the things
- 2017 - Falling
- 2017 - Undertow
- 2018 - Heaven
- 2021 - Breathe Into Euphoria
- 2021 - Suicide Moonbeans

### Come cantante degli 8½ Souvenirs
- 1998 - Happy Feet
- 1999 - Twisted Desire

### Collaborazioni
- 2011 - Noel Sanger vs Soul In The Machine feat. Chrysta Bell in Mad World
- 2019 - Christophe feat. Chrysta Bell nella canzone J’l’ai pas touchée contenuta nell'album Christophe, etc.
- 2021 - The Coyote feat. Chrysta Bell nella canzone Girls Won't Sleep contenuta nell'album Bad Killer

## Filmografia

### Cinema
- C'era una volta in Cina e in America, regia di Lau Kar-wing e Sammo Hung (1997)

### Televisione
- Twin Peaks, regia di David Lynch (2017)